# Intencionalitat

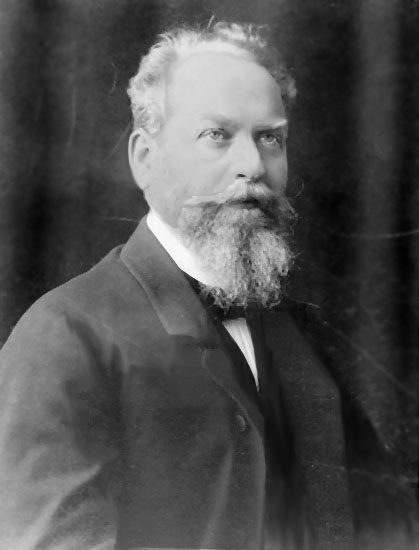
Fotografia d'Edmund Husserl.

La intencionalitat en psicologia humana és la qualitat d'intencional d'un acte orientat per la consciència a la seva realització o la voluntat a la consecució d'un fi. En dret és la voluntat conscient d'obeir o no l'ordre legal. El concepte té una llarga tradició filosòfica, ja a l'Edat Mitjana es lligava a la vis o força dels mots, però ha estat en filosofia contemporània on ha adquirit el seu pes, especialment des dels treballs de Paul Grice i Edmund Husserl. Aquesta intencionalitat filosófica lliga subjecte i món exterior per la voluntat conscient de relacionar-s'hi.
És un aspecte per definició subjectiu, la dificultat del qual és comprovar-la, com que només se la pot inferir amb molta prudència des de fets, paraules i comportaments concrets o indicis verificats. En dret penal, la prova de la intencionalitat d'un acte és un element crucial per diferenciar entre delictes dolosos i delictes imprudents.
En intel·ligència artificial es debat sobre si és possible que una màquina l'adquireixi quan processa un programari, sigui aquest autogenerat o inserit per algú.